# Budimpeški memorandum
Budimpeški memorandum o varnostnih zagotovilih obsega tri podobne politične sporazume, ki so bili podpisani na konferenci OVSE v Budimpešti na Madžarskem 5. decembra 1994, s katerimi so podpisnice dobile varnostna zagotovila v zvezi s pristopom Belorusije, Kazahstana in Ukrajine k pogodbi o neširjenju jedrskega orožja. Tri memorandume so prvotno podpisale tri jedrske sile: Rusija, Združene države in Združeno kraljestvo. Kitajska in Francija sta v ločenih dokumentih podali nekoliko šibkejša individualna zagotovila.
Memorandumi so bili podpisani v dvorani Patria v Kongresnem centru v Budimpešti. Rusiji, ZDA in Združenemu kraljestvu so prepovedali grožnje ter uporabo vojaške ali ekonomske sile proti Ukrajini, Belorusiji, in Kazahstanu (razen v samoobrambi ali drugače v skladu z Ustanovno listino Združenih narodov). Zaradi memoranduma in drugih sporazumov so se med 1993 in 1996 svojemu jedrskemu orožju odpovedale Belorusija, Kazahstan in Ukrajina.
Memorandum je dolgo časa veljal za vzoren primer jedrske razorožitve. Rusija je leta 2014 nato sprožila rusko-ukrajinsko vojno in okupirala ukrajinski polotok Krim in s tem prekršila svoje obveze v memorandumu. Leta 2022 je nato še odkrito napadla Ukrajino. To je postavilo pod vprašanje politike jedrske razorožitve, tudi med podpisniki in avtorji memoranduma.

## Vsebina
V skladu s tremi memorandumi so Rusija, ZDA in Združeno kraljestvo potrdile, da so Belorusija, Kazahstan in Ukrajina postale pogodbenice Pogodbe o neširjenju jedrskega orožja, odstranile vse jedrsko orožje s svojega ozemlja in se strinjale z naslednjim:
1. Spoštovanje neodvisnost in suverenost podpisnic v obstoječih mejah (v skladu z načeli Helsinške sklepne listine o varnosti in sodelovanju v Evropi).[7]
2. Vzdržati se grožnje ali uporabe sile proti ozemeljski celovitosti ali politični neodvisnosti podpisnic memoranduma in se zavezati, da nobeno njihovo orožje nikoli ne bo uporabljeno proti tem državam, razen v primerih samoobrambe ali drugače v skladu z ustanovno listino OZN.
3. Vzdržijo se ekonomske prisile ali vsiljevanja prednosti s katerimi bi poskusile podrediti Ukrajino, Belorusijo ali Kazahstan, ki so suverene in delujejo v lastnemu interesu.
4. Zahtevati takojšnje ukrepanje Varnostnega sveta Združenih narodov za zagotovitev pomoči podpisnici, če postane žrtev dejanja agresije ali predmet grožnje z agresijo, v kateri se uporablja jedrsko orožje.
5. Da ne bodo uporabili jedrskega orožja proti nobeni državi, ki je pristopila k pogodbi o neširjenju jedrskega orožja, ki nima jedrskega orožja, razen v primeru, da podpisnica sama ali v zavezništvu izvede napada na njih same, njihova ozemlja ali odvisna ozemlja, njihove oborožene sile ali njihove zaveznike.[5]:169-171
6. Posvetovanje se med seboj, če se pojavijo vprašanja v zvezi s temi zavezami.[8][9]

## Zgodovina
Ukrajina je z neodvisnostjo decembra 1991 postala država s tretjo največjo zalogo jedrskega orožja na svetu. Belorusija je imela le mobilne rakete, Kazahstan pa se je kmalu odločil, da bo svoje jedrske bojne glave in rakete odstopil Rusiji. V Ukrajini je potekala obsežna razprava o potencialni denuklearizaciji.
23. maja 1992 so Rusija, ZDA, Belorusija, Kazahstan in Ukrajina podpisale Lizbonski protokol k pogodbi START I. Protokol je Belorusijo, Kazahstan in Ukrajino zavezal k čimprejšnjemu pristopu k pogodbi o neširjenju jedrskega orožja. Vendar pogoji za prenos orožja niso bili dogovorjeni, v Ukrajini je začela potekati obsežna razprava o ohranitvi nekaterih sodobnih ukrajinskih raket RT-23 in jedrskih konic.
Leta 1993 sta bila dva ukrajinska regimenta raket UR-100N (SS-19) v Ukrajini umaknjena v skladišča, ker je komponentam bojnih glav potekla njihova operativna življenjska doba. Ukrajinsko politično vodstvo je prišlo do zaključka, da si Ukrajina ne more privoščiti vzdrževanja velikega števila jedrskih konic in s tem zagotoviti dolgoročno jedrsko varnost. Kasneje istega 1993 sta ukrajinska in ruska vlada podpisali vrsto dvostranskih sporazumov, s katerimi se je Ukrajina odpovedala zahtevam po jedrskem orožju in nekaterim delom črnomorske flote v zameno za odpis 2,5 milijarde dolarjev dolga za plin in nafto ter prihodnje dobave goriva za jedrske reaktorje. Ukrajina se je strinjala, da bo takoj ratificirala pogodbo START I. To je povzročilo hude kritike javnosti, zaradi česar je odstopil ukrajinski obrambni minister Kostjantin Morozov. 18. novembra 1993 je Vrhovna rada sprejela pobudo, s katero se je strinjala s START I, hkrati pa se odrekla Lizbonskemu protokolu, pri čemer je predlagala, da bo Ukrajina razgradila samo 36 % raket in 42 % bojnih glav na svojem ozemlju, ter zahtevala finančno nadomestilo za že leta 1992 odstranjeno taktično jedrsko orožje. To je povzročilo zaprepadenost ameriških diplomatov in naslednji dan je ukrajinski predsednik Kravčuk dejal, da se morajo znebiti jedrskega orožja.
15. decembra 1993 je podpredsednik ZDA Al Gore obiskal Moskvo. Po stranskih razpravah je ameriška in ruska delegacija, vključno z namestnikom ameriškega obrambnega ministra Williamom J. Perryjem, odletela v Ukrajino, da bi se dogovorila o zametkih tristranskega sporazuma, ki je vključeval pomoč ZDA pri razgradnji jedrskih sistemov v Ukrajini in nadomestilom za uran v bojnih glavah. Udeleženci so bili 3. in 4. januarja povabljeni v Washington, da dokončajo sporazum. Dogovorjena je bila tristranska izjava s podrobno prilogo, ki temelji na predhodno dogovorjenih pogojih s podrobno finančno ureditvijo in zavezo k hitremu začetku prenosa najmanj 200 bojnih glav Rusiji in proizvodnje goriva za jedrske reaktorje v Rusiji za Ukrajino. Bojne glave naj bi odstranili z vseh raket RT-23 (SS-24) v 10 mesecih. Vendar Ukrajina zaradi notranjepolitičnih razlogov ni hotela objaviti zaveze o prenosu vseh bojnih glav do 1. junija 1996, Rusija pa ni želela priskrbeti finančnega nadomestila za uran, ker jih je skrbelo, da bosta to zahtevali tudi Belorusija in Kazahstan. Odločeno je bilo, da se ti dve zadevi izločita iz objavljenega sporazuma in se obravnavata v zasebnih pismih med predsednikoma držav.
Druga ključna točka je bila, da so pravniki zunanjega ministrstva ZDA razlikovali med »varnostnimi jamstvi« in »varnostnimi zagotovili«, ki jih je zahtevala Ukrajina. »Varnostno jamstvo« bi pomenilo uporabo vojaške sile pri pomoči nejedrski državi, ki jo je napadel agresor (podobno kot 5. člen Severnoatlantske pogodbe za NATO). Medtem bi pa »varnostno zagotovilo« preprosto zahtevalo nekršitev ozemeljske celovitosti podpisnic. Na koncu je v sporazumu v angleščini bil uporabljen izraz »varnostno zagotovilo« (angleško assurance).
Predsednik Clinton se je na poti v Moskvo k podpisa tristranske izjave ustavil v Kijevu, kjer je ugotovil, da ima Ukrajina pomisleke o pristopu. Clinton je Kravčuku dejal, da bi nepodpis povzročil veliko škodo ameriško-ukrajinskim odnosom. Tristransko izjavo so trije predsedniki po nekaj manjših spremembah podpisali v Moskvi pred mediji 14. januarja 1994.

### Budimpeški memorandumi
Budimpeški memorandum so pravzaprav trije dokumenti, ki so jih 5. decembra 1994 posamezno podpisali predsedniki Ukrajine, Belorusij in Kazahstana, skupaj z državami garanti: ZDA, Združenim kraljestvom in Rusijo.

### Kasnejši dogodki
Po podpisu memoranduma so v skladu z dogovorom ZDA priskrbele finančno pomoč 300 milijonov ameriških dolarjev, ki je bila namenjena za razgradnjo jedrske oborožitve in raketnih sistemov. Razorožitev Ukrajine je trajala do zaključka leta 2008.
Leta 2009 sta Rusija in ZDA objavili skupno izjavo, da bodo varnostna zagotovila iz memoranduma še vedno spoštovana po izteku pogodbe START I.

#### Sankcije proti Belorusiji leta 2013
Leta 2013 se je beloruska vlada pritožila, da so ameriške sankcije proti njej v nasprotju s 3. členom memoranduma. Ameriška vlada je odgovorila, da so njene sankcije namenjene boju proti kršitvam človekovih pravic in drugim nezakonitim dejavnostim beloruske vlade in ne proti beloruskemu prebivalstvu.

#### Ruska okupacija Krima leta 2014
Februarja 2014 je ruska vojska iz baz črnomorkse flote okupirala ukrajinski polotok Krim. S tem je Rusija prekršila Budimpeški memorandum. Rusija je sprva zanikala karkšnokoli vojaško delovanje, po vzpostavitvi popolnega vojaškega nadzora pa je priznala vpletenost, hkrati pa trdila, da deluje »v okviru različnih sporazumov med državama«. Rusija ja nato na polotoku izvedla ilegalen in mednarodno nepriznan »referendum«, na katerem ni bilo na voljo možnost, da Krim ostane avtonomen del Ukrajine kot prej. Pred referendumom je ruska vojska blokirala vse opozicijske medije in nasilno zatrla shode v podporo Ukrajini. Nekateri prebivalci so bili prisiljeni glasovati pod prisilo s strelnim orožjem. Rusija je razglasila, da je na referendumu 16. marca bila izglasovana samostojnost, ki je bila razglašena 17. marca, nato pa je 21. marca Rusija Krim anektirala. Ukrajina je proti delovanju Rusije ostro protestirala, saj je kršila 1. člen Budimpeškega memoranduma.
Po aneksaciji Krima so Kanada, Francija, Nemčija, Italija, Japonska, Združeno kraljestvo in ZDA izjavile, da je kršila svoje obveznosti do Ukrajine v Budimpeškem memorandumu ter da je kršila ukrajinsko suverenost in ozemeljsko celovitost. 1. marca 2014 je bil objavljen nagovor Vrhovne rade Ukrajine državam garantkam v skladu z Budimpeškim memorandumom iz leta 1994 o varnostnih zagotovilih v zvezi s pristopom Ukrajine k Pogodbi o neširjenju jedrskega orožja.
Ruski predsednik Vladimir Putin je 4. marca na vprašanje o kršitvi Budimpeškega memoranduma, v odgovoru trdil, da je bila v Ukrajini revolucija po kateri je nastala »nova država« glede katere »niso podpisali nobenih dokumentov«. Rusija ja trdila, da ni dolžna »prisiliti katerega koli dela ukrajinskega civilnega prebivalstva, da ostane v Ukrajini proti njegovi volji« in da so v resnici ZDA tiste, ki so kršile Budimpeški memorandum, saj naj bi bilo proevropsko protestno gibanje Evromajdan »državni udar«, ki so ga izvedle ZDA.
24. marca 2014 je kanadski premier Stephen Harper vodil partnerje G7 na ad hoc srečanju med vrhom o jedrski varnosti, katerega namen je bila delna prekinitev ruskega članstva v G8 zaradi kršitve Budimpeškega memoranduma. Rekel je, da se je Ukrajina odpovedala svojemu jedrskemu orožju »na podlagi izrecnega ruskega zagotovila o svoji ozemeljski celovitosti. S kršitvijo tega zagotovila je predsednik Putin zagotovil utemeljitev za tiste, ki so potrebovali le malo več od ponosa ali zamere da se oborožijo do zob.« Harper je tudi izrazil podporo Ukrajini z besedami, da bo sodeloval z novo ukrajinsko vlado v smeri sporazuma o prosti trgovini.
Februarja 2016 je Sergej Lavrov trdil, da »Rusija ni nikoli kršila Budimpeškega memoranduma. Vseboval je le obveznost, da ne bo napadla Ukrajine z jedrskim orožjem.« Kanadski novinar Michael Colborne je poudaril, da »je v Budimpeškem memorandumu dejansko šest obveznosti, prva med njimi pa je 'spoštovanje neodvisnosti in suverenosti ter obstoječih meja Ukrajine'«. Colborne je tudi poudaril, da je objava Lavrove trditve na Twitterju ruskega veleposlaništva v Združenem kraljestvu dejansko posredovala povezavo do samega besedila Budimpeštanskega memoranduma z vsemi šestimi obveznostmi, vključno s tistimi, ki jih Rusija očitno. Steven Pifer, ameriški diplomat, ki je sodeloval pri pripravi budimpeškega memoranduma, je kasneje komentiral »zmotljivost ruske diplomacije in njen prezir do mednarodnega mnenja, ko zunanji minister reče nekaj, kar se lahko ovrže z manj kot 30 sekundnim Google iskanjem.«
Ukrajina je 20. aprila 2016 ustanovila Ministrstvo za ponovno integracijo začasno zasedenih ozemelj, ki se je ukvarjalo z rusko okupiranimi deli Donecke in Luganske oblasti ter Avtonomne republike Krim.

#### Incident v Kerški ožini
25. novembra 2018 je obalna straža ruske zvezne varnostne službe (FSB) streljala na tri plovila ukrajinske mornarice, ko so plula iz Črnega morja v Azovsko morje skozi Kerško ožino na poti v pristanišče Mariupol. Ministrstvo za zunanje zadeve Ukrajine je 27. novembra 2018 pozvalo države podpisnice Budimpeškega memoranduma k nujnim posvetovanjem, da bi zagotovili popolno izpolnjevanje zavez iz memoranduma in takojšnjo prekinitev ruske agresije proti Ukrajini.

#### Ruska invazija na Ukrajino leta 2022
Že v letih 2008 in 2011 je Putin trdil, da za Rusijo nista zavezujoča niti predaja Krima Ukrajini niti Budimpeški memorandum, ki ga je podpisal Jelcin. Leta 2014 je Putin trdil, da sta gibanje Evromajdan in odstavitev proruskega predsednika Viktorja Janukoviča radikalno spremenila Ukrajino v novo entiteto, do katere Rusija nima nobene obveznosti, kar je omogočilo rusko invazijo na Donbas leta 2014 in okupacijo Krima.
Ukrajinski predsednik Volodimir Zelenski je komentiral Budimpeški memorandum, da ne zagotavlja pravega jamstva varnosti, ker Rusija uporablja silo. 19. februarja 2022 je v luči pripravljajoče odkrite ruske invazije na Ukrajino Zelenski na varnostni konferenci v Münchnu dejal: »Od leta 2014 je Ukrajina trikrat poskušala sklicati posvetovanja z državami garantkami Budimpeškega memoranduma [tj. ZDA in Združenim kraljestvom]. Trikrat neuspešno. Danes bo Ukrajina to storila že četrtič. ... Če se posvetovanja zopet ne zgodoijo ali njihovi rezultati ne bodo zagotovili varnosti za našo državo, bo imela Ukrajina vso pravico priti do zaključka, da Budimpeški memorandum ne deluje in da so vse odločitve iz leta 1994 vprašljive.« Putin je komentarje Zelenskega uporabil kot del svojih trditev, da bi se Ukrajina lahko ponovno jedrsko oborožila. Kritiki so oporekali Putinovim trditvam. Nekaj dni po tem je Rusija 24. februarja 2024 izvedla odkrito invazijo na Ukrajino. Marca 2022 je The Conversation zapisal: »Današnja invazija Rusije na Ukrajino je še hujša kršitev in dejansko pokoplje ruska zagotovila v Budimpeškem memorandumu.« Zelenski je kasneje predajo ukrajinskega jedrskega orožja opisal kot napako, neodgovorno in nelogično, odgovornost pa je pripisal pritiskom predvsem Rusije in ZDA. Izpostavil je tudi, da je bilo podpisnicam garancij, ki so ignorirale pozive k posvetom, kot jih definira memorandum, vseeno za Ukrajino.

## Analiza
V skladu s sporazumom je Ruska federacija Ukrajini zagotovila varnost v obliki obljube, da je ne bo niti napadla niti grozila z napadom. Druge podpisnice (ZDA, Združeno kraljestvo in Francija) so Ukrajini obljubile nevojaško podporo v zameno za njeno spoštovanje Pogodbe o neširjenju jedrskega orožja.
Pogajanja o Budimpeškem memorandumu so potekala na politični ravni, vendar ni povsem jasno, ali je v celoti brez pravnih določb. Sklicuje se na zagotovila, vendar za razliko od jamstev svojim strankam ne nalaga pravne obveznosti vojaške pomoči. Po mnenju Stephena MacFarlana, profesorja mednarodnih odnosov, »daje podpisnikom utemeljitev, če ukrepajo, vendar nikogar ne sili k ukrepanju v Ukrajini.« V ZDA niti administracija Georgea H.W. Busha niti Clintona nista bili pripravljeni dati vojaške zaveze Ukrajini in nista verjeli, da bo ameriški senat ratificiral mednarodno pogodbo. Memorandum vsebuje zahtevo po posvetovanju med strankami v primeru, da pride do situacije, ki postavlja vprašanje v zvezi z zavezami določene v memorandumu. Ne glede na to, ali memorandum ima pravne obveznosti ali ne, težave, s katerimi se Ukrajina sooča od začetka ruske agresije leta 2014, povzročajo dvom o verodostojnosti kakršnihkoli prihodnjih varnostnih zagotovil v zameno za zaveze o odpovedi jedrskemu orožju. Ne glede na ZDA trdijo, da »memorandum ni pravno zavezujoč«, in ga označujejo za »politično zavezo«.
Ukrajinski strokovnjaki za mednarodno pravo, kot je Oleksander Zadorožni, trdijo, da je memorandum mednarodna pogodba, ker izpolnjuje merila za mednarodno pogodbo, kot jih določa Dunajska konvencija o pogodbenem pravu iz leta 1969.
Kitajska in Francija sta Ukrajini dali varnostna zagotovila v ločenih dokumentih. Izjava kitajske vlade 4. decembra 1994 ni zahtevala obveznih posvetovanj, če bi se pojavila vprašanja, temveč samo »poštena posvetovanja«. Francoska izjava z dne 5. decembra 1994 ni omenjala posvetovanj.
20 let, do ruske okupacije regij Ukrajine leta 2014, je bila Ukrajina zgleden primer jedrske razorožitve. Po ruski agresiji, so se začeli pojavljati vedno močnejši dvomi, da je bila odpoved jedrskemu orožju pravilna poteza. Dvome so izrazili tudi sami podpisniki memoranduma, kot je Bill Clinton.